# Gare de Pékin-Nord
La gare de Pékin-Nord, ou Beijingbei, (chinois : 北京北站 ; pinyin : Běijīng Běi Zhàn) est une gare ferroviaire chinoise dans le district de Xicheng à Pékin. Elle complète l'offre ferroviaire vers le nord en plus des trois grandes gares de la capitale chinoise avec les gares de Pékin, Pékin-Sud et Pékin-Ouest.
Il s'agit de la plus ancienne gare de Pékin en utilisation après la fermeture de la gare de Zhengyangmen-Est, devenue un musée ferroviaire. Cette gare est connue pour les trains desservant la gare de Badaling se trouvant à la grande Muraille.
Pour les JO de 2022, la gare a été agrandi et rénové pour accueillir la nouvelle LGV Pékin - Zhangjiakou, depuis 2019.

### Desserte

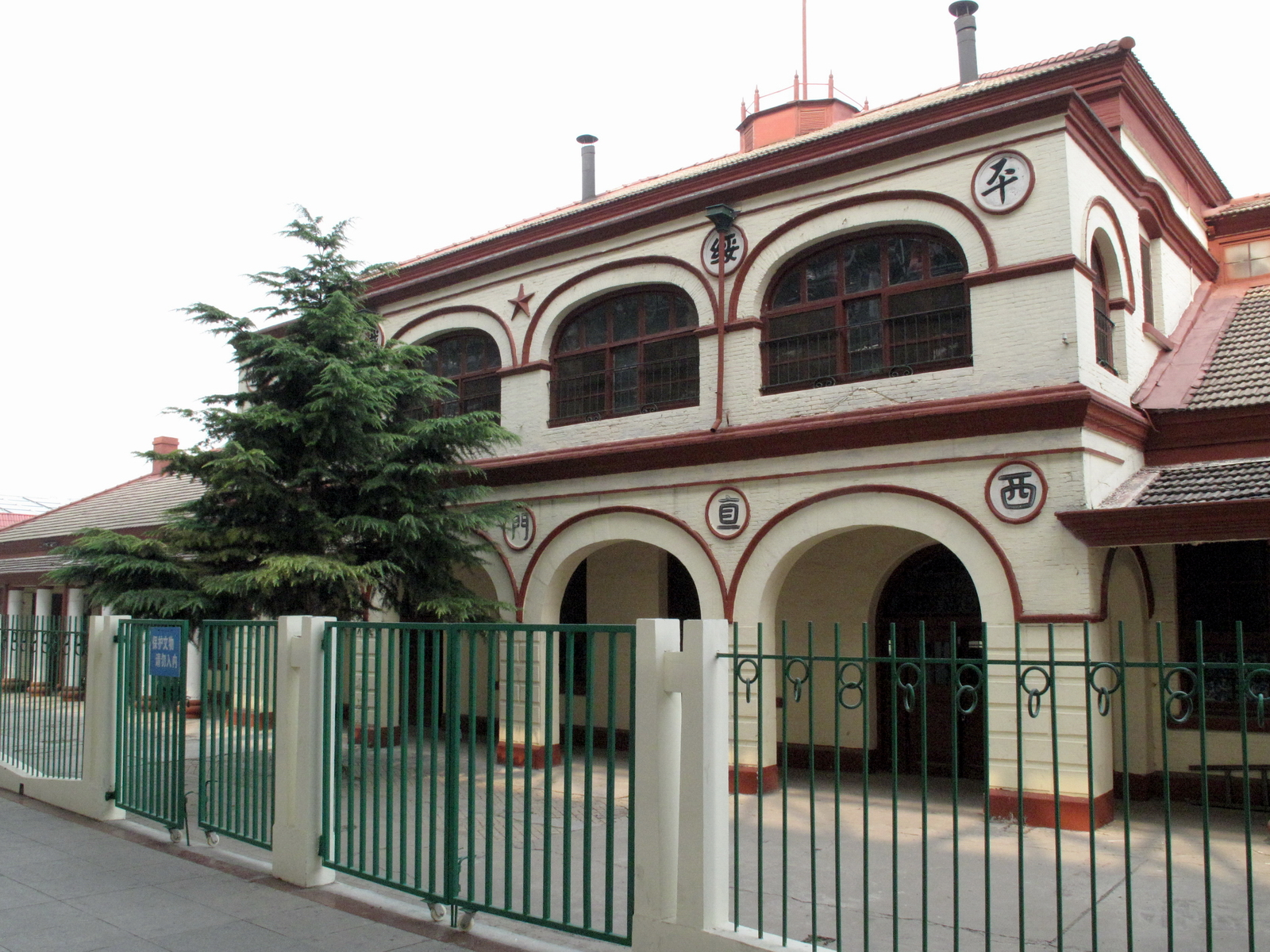
Ancien bâtiment de la gare sur le quai

## Galerie photographique

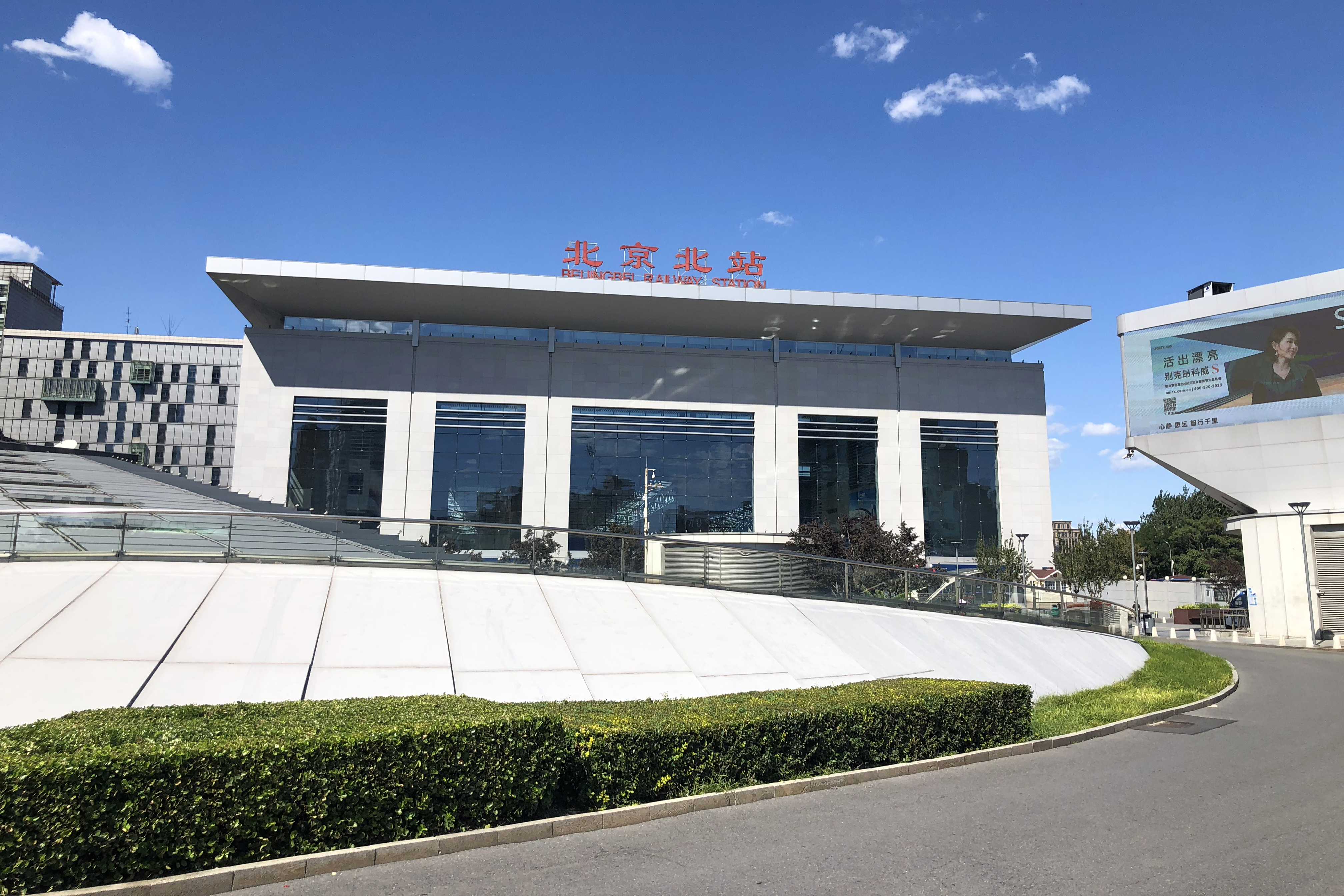
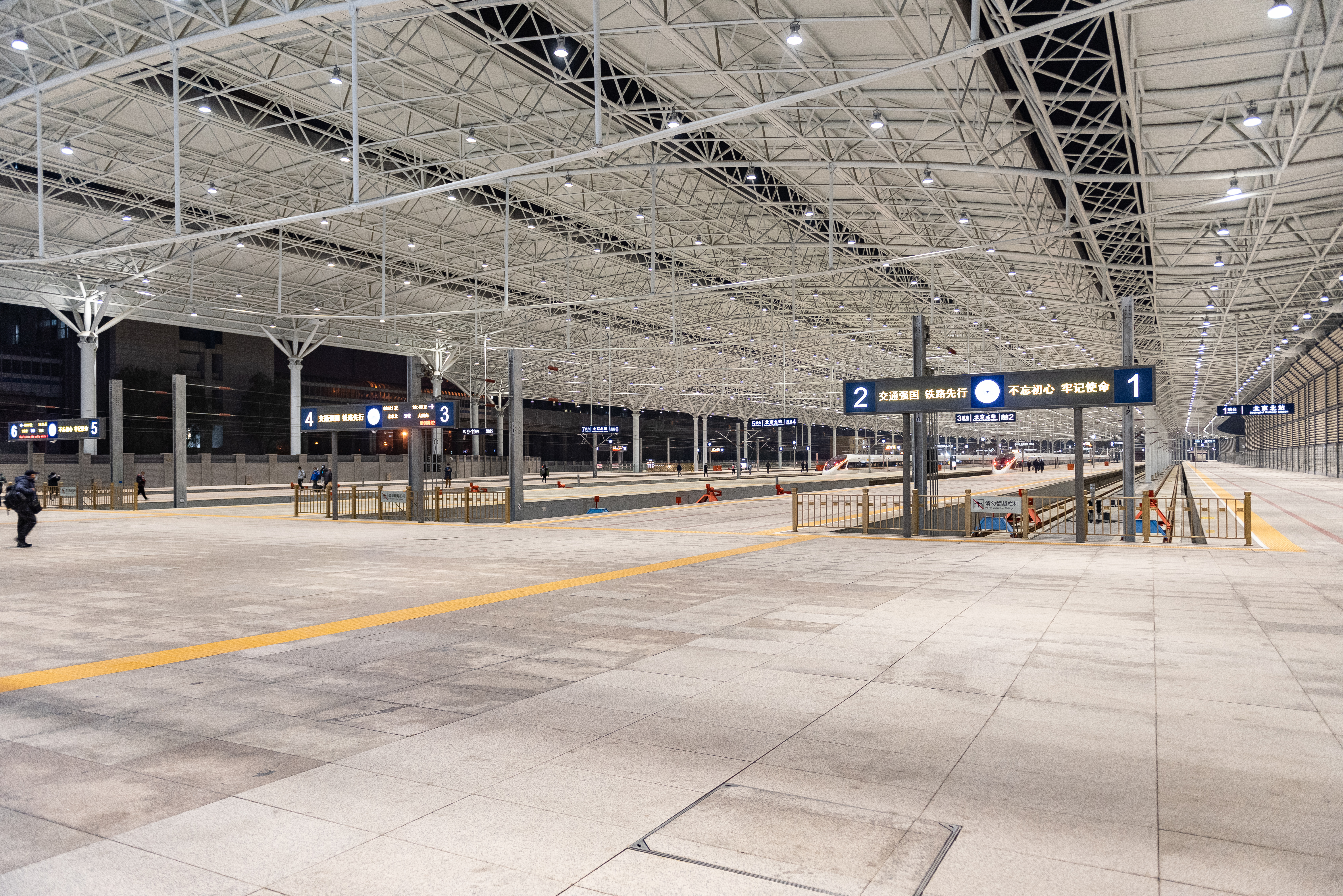
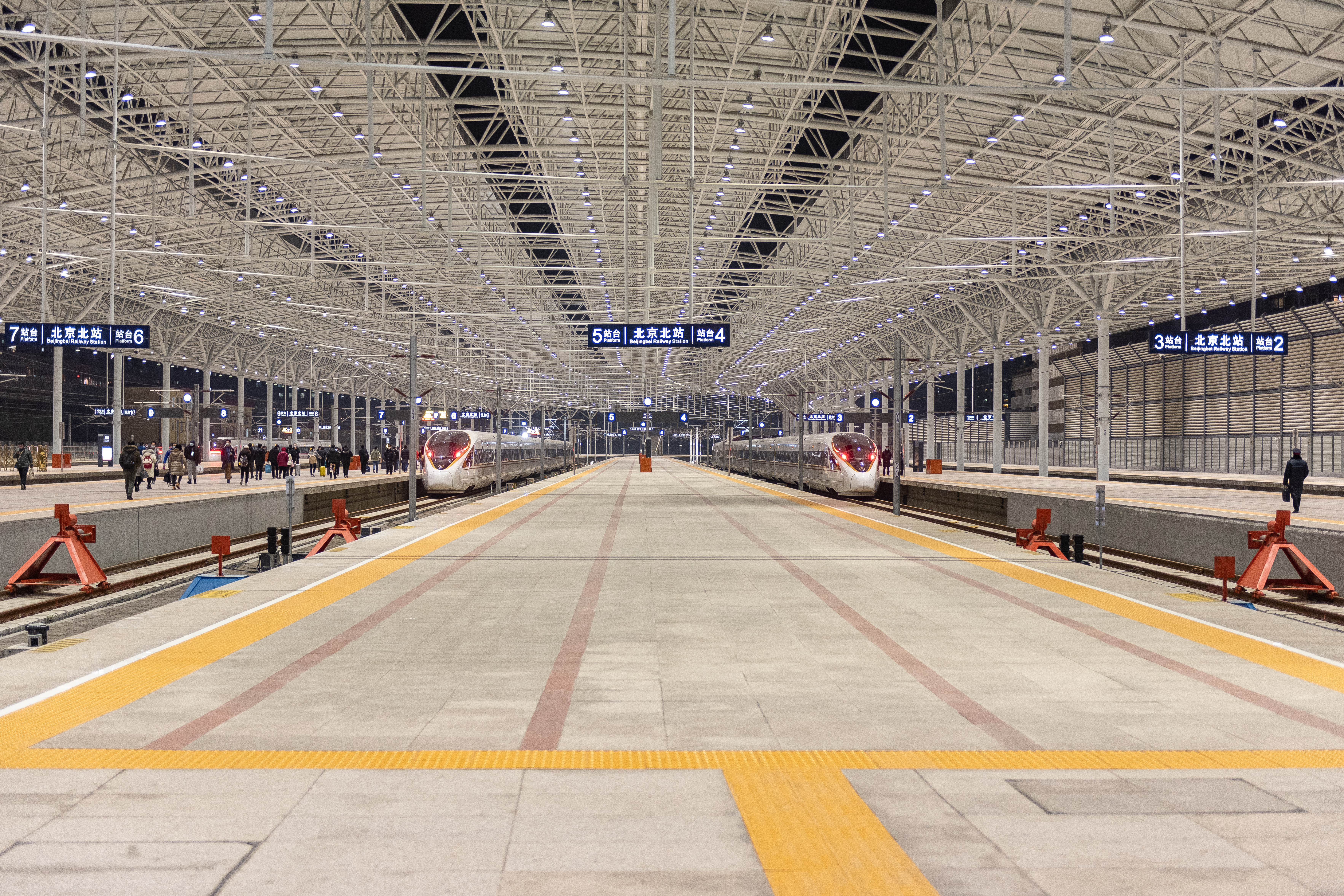
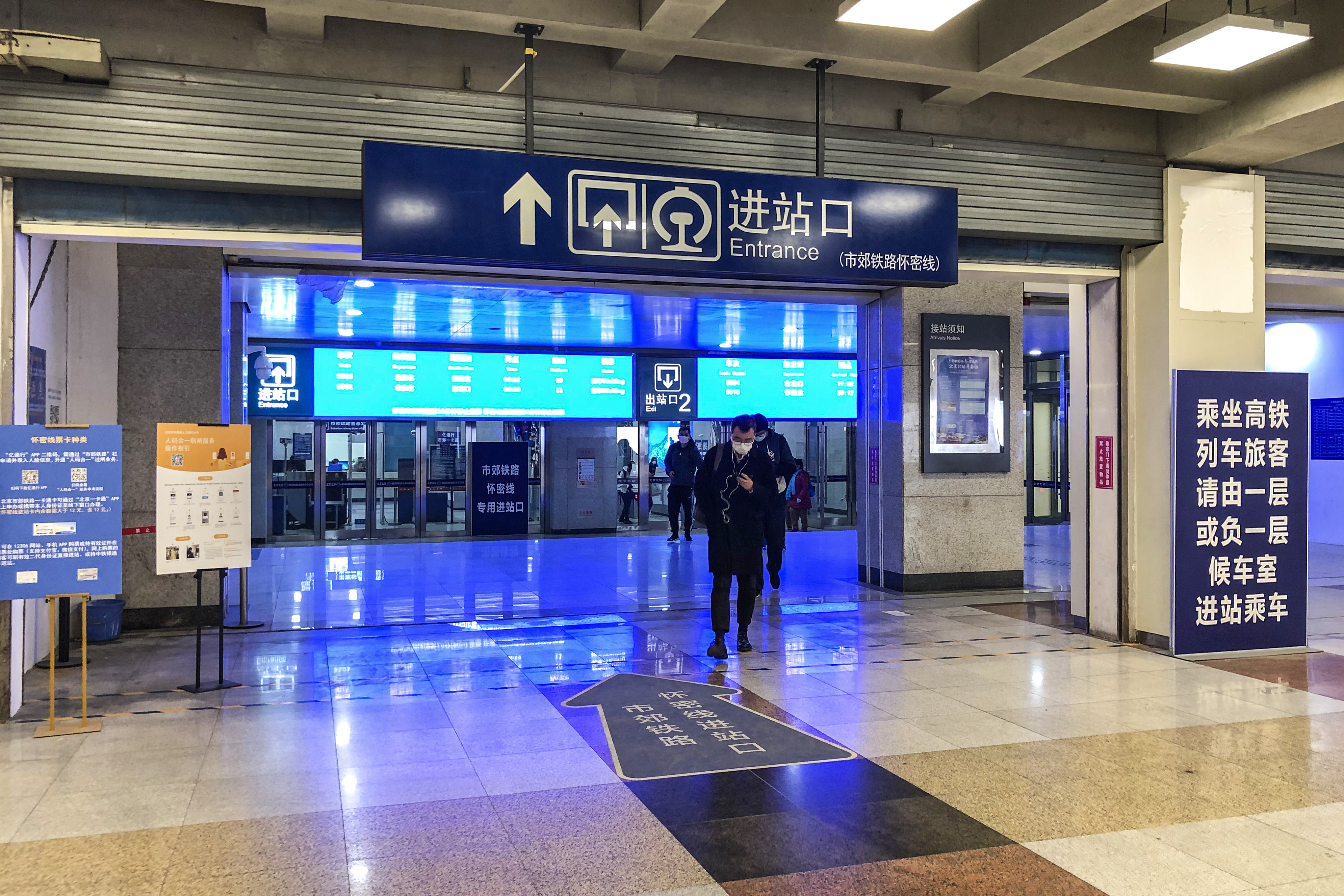
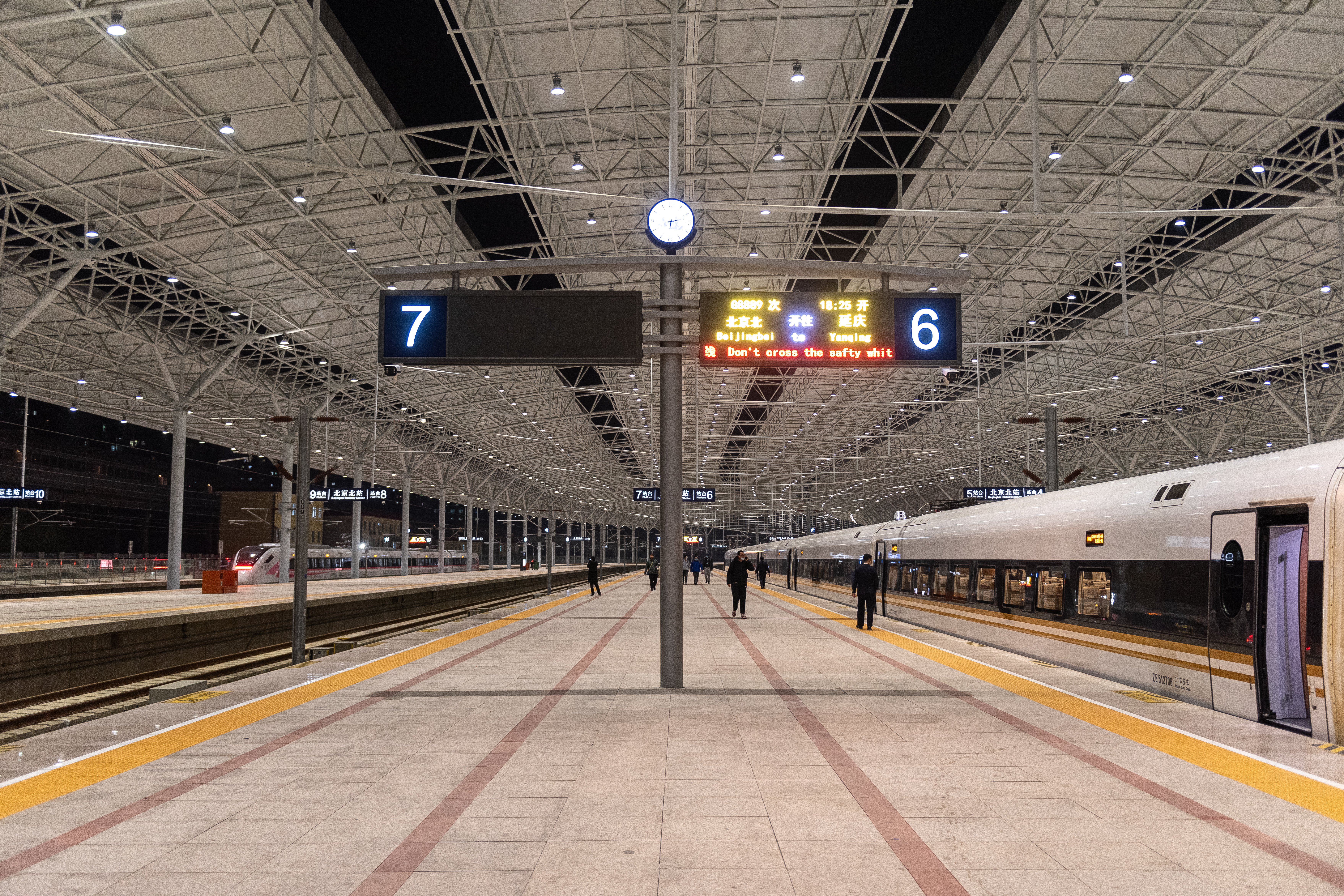
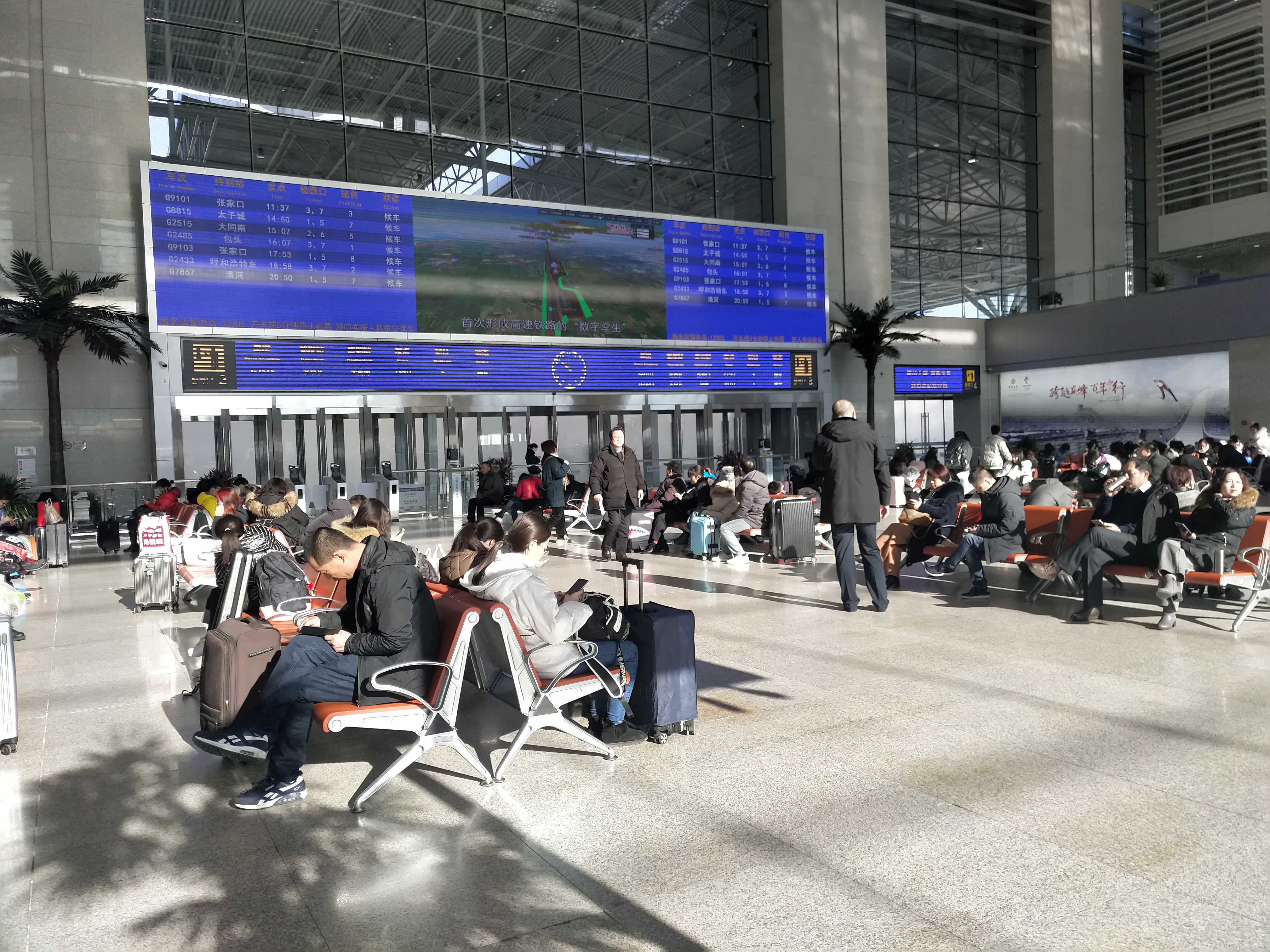
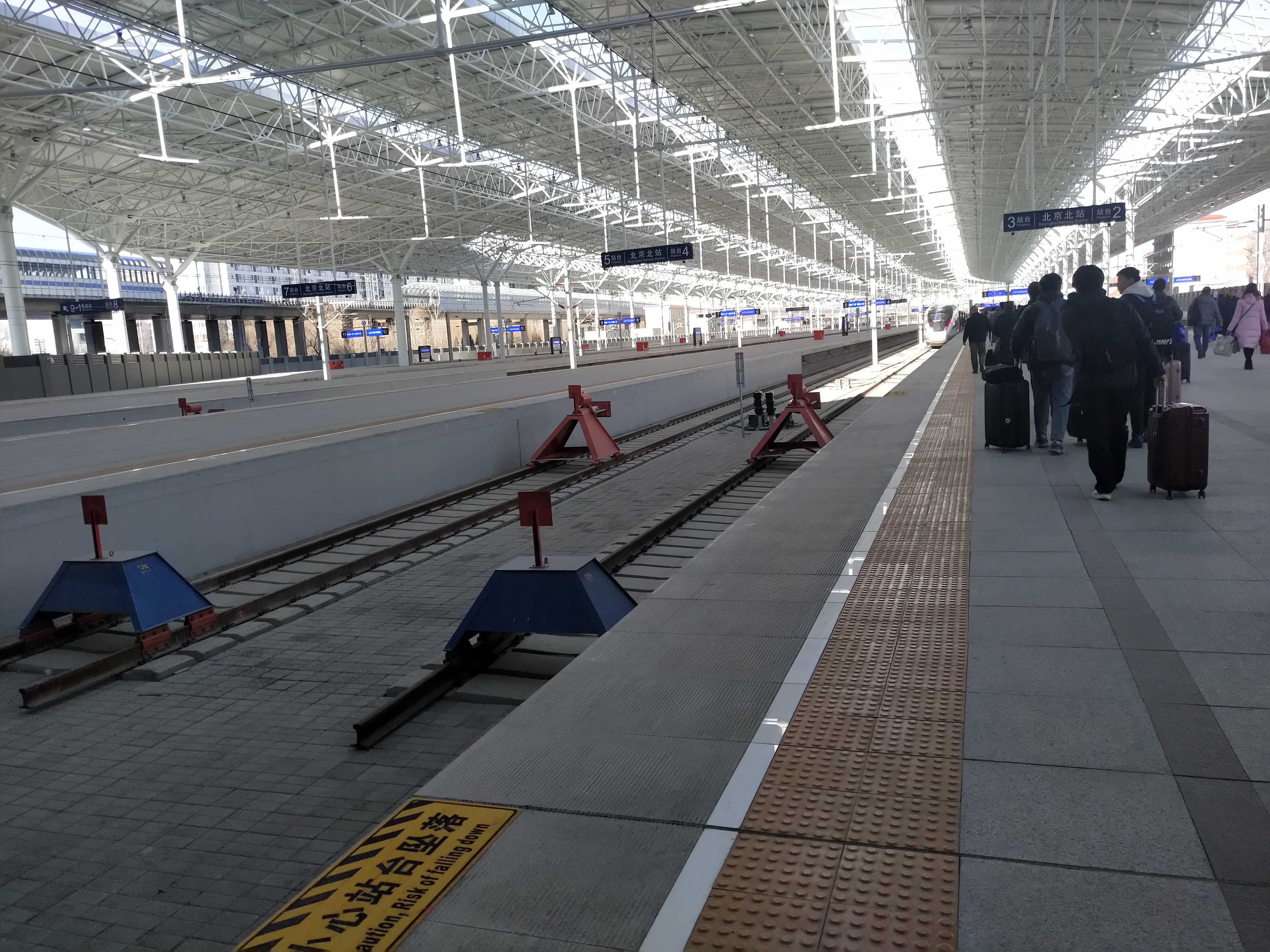
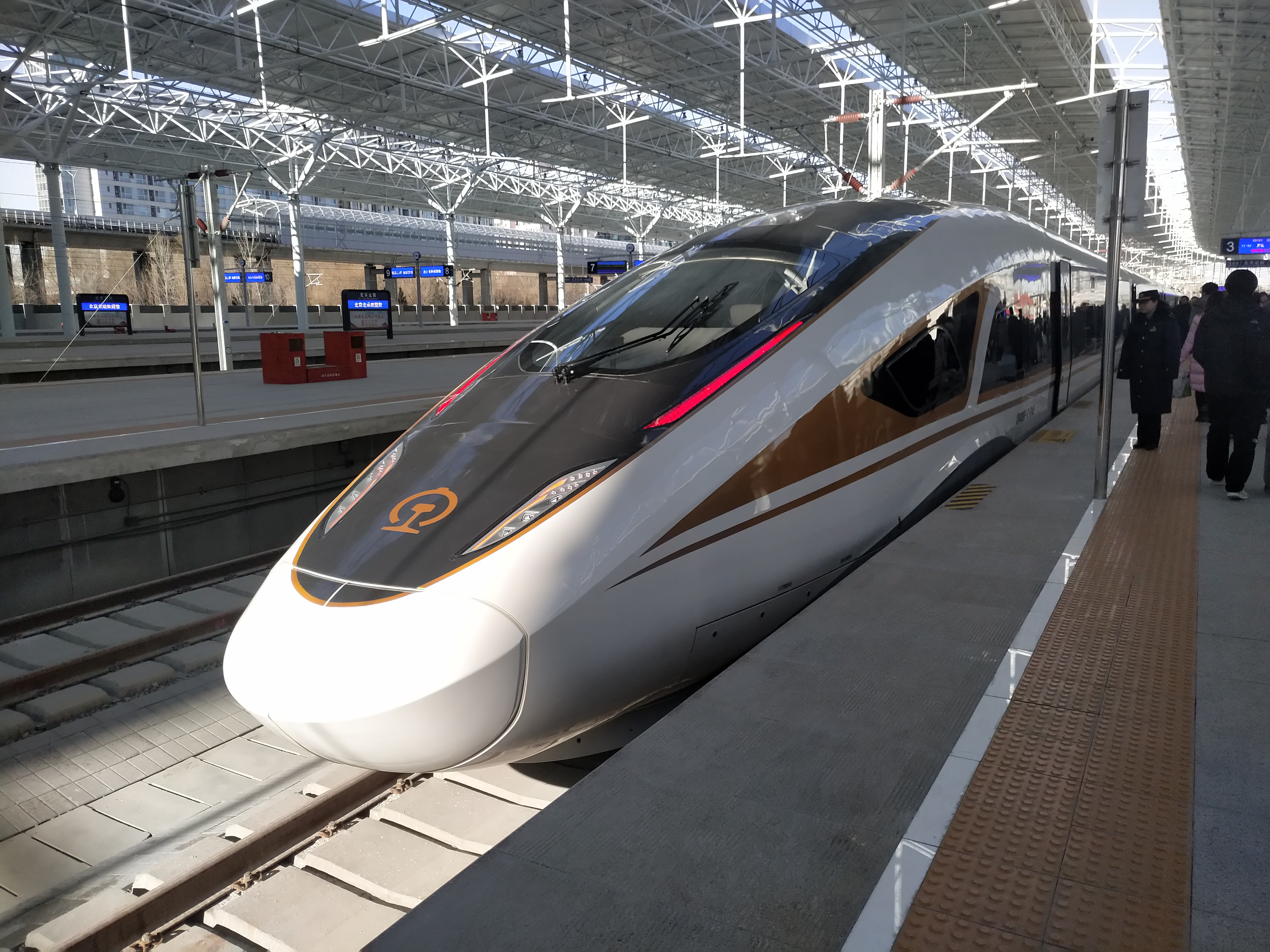
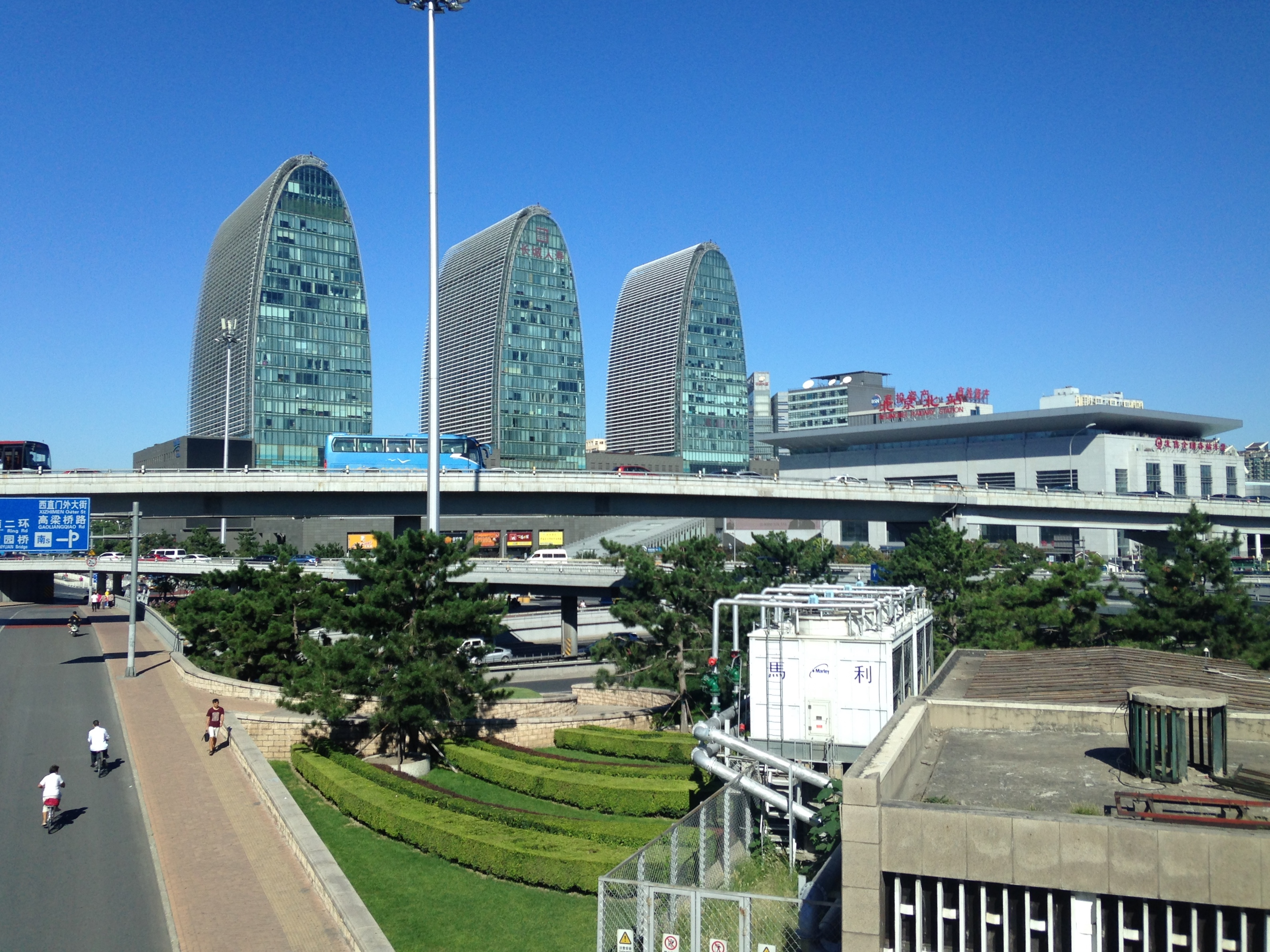
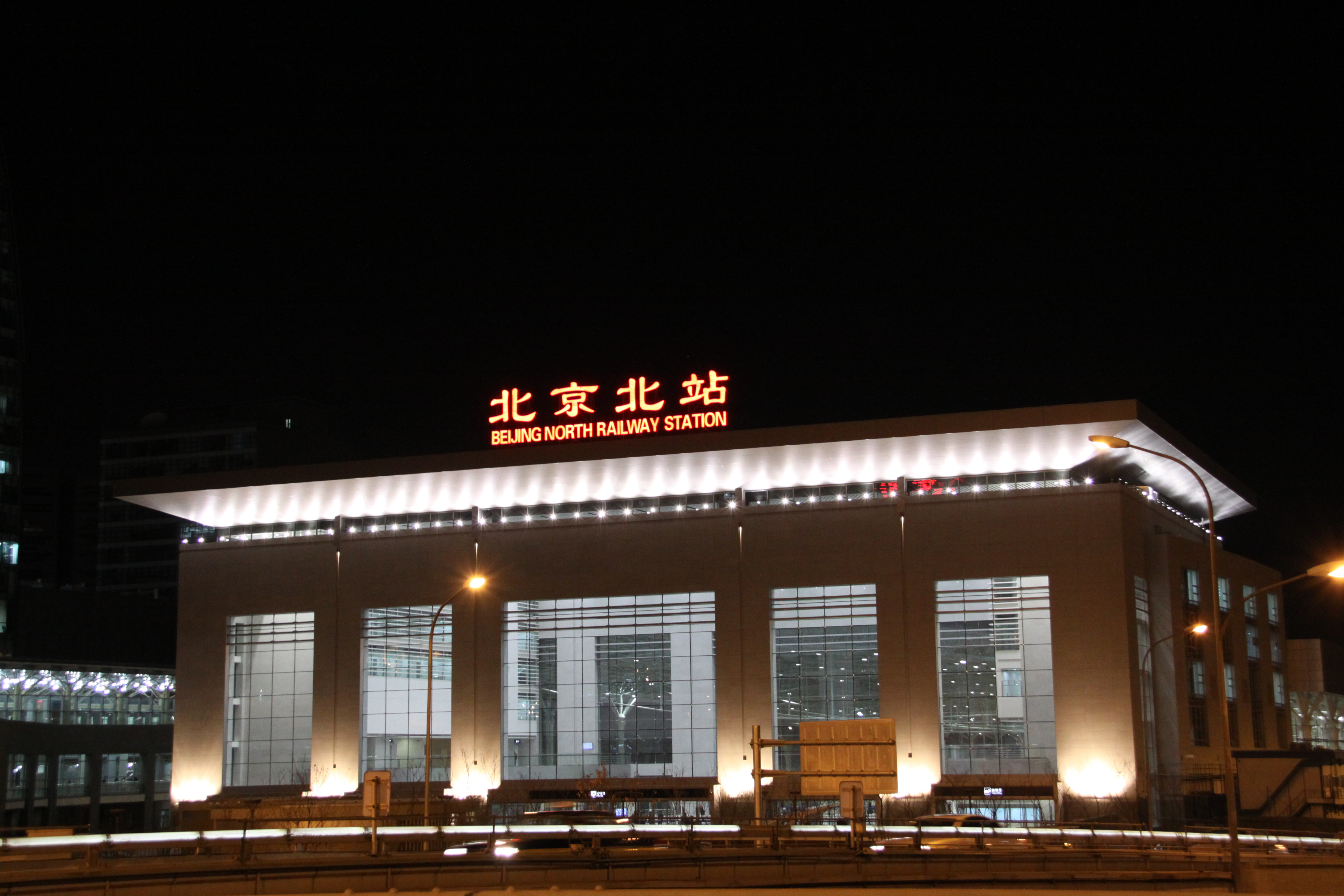

## Histoire
La gare a été construite en 1906. L'ancien bâtiment se trouvant dorénavant sur les quais a été utilisé jusqu'en 2008.